# Planeta Super Mix
Planeta Super Mix – seria kompilacyjnych albumów muzycznych różnych wykonawców, wydawana przez radio Planeta FM oraz wytwórnię Magic Records. Albumy ukazywały się co kilka miesięcy w latach 2004–2007. Każda z płyt zawierała około 50 popularnych utworów muzyki tanecznej, zmiksowanych w formie ciągłej.
Za przygotowanie miksów odpowiadał DJ Mayoman, związany wcześniej z zespołami De Mono i Kult.
Serię Planeta Super Mix kontynuowano pod nazwą Planeta FM: In the Mix, wydawaną w latach 2008–2009.

## Budowa kompilacji
Każdy album zawierał około 50 utworów zmiksowanych w formie ciągłej. Składanki były podzielone na trzy części:
- pierwsza część obejmowała muzykę pop,
- druga część zawierała zwykle muzykę pop lub inny gatunek muzyczny,
- trzecia część prezentowała utwory z gatunków trance, house oraz dance, choć sporadycznie pojawiały się także utwory popowe.

Kolejne części rozpoczynały się krótkim wprowadzeniem, składającym się z zapowiedzi, dialogu lub efektów dźwiękowych (np. odgłosów samolotu). Styl miksowania opierał się głównie na tzw. przejściach 32-bitowych, polegających na nakładaniu na siebie dwóch utworów. W późniejszych albumach, zwłaszcza w serii Planeta FM: In the Mix, stosowano także krótsze przejścia, niewymagające nakładania kolejnych utworów.
Gotowy materiał był poddawany procesowi masteringu, którego celem było ujednolicenie parametrów fonicznych wszystkich nagrań. Od szóstej części serii stosowano również zapętlane sekwencje perkusyjne (tzw. drum loops), obejmujące m.in. stopę, werble i talerze, wprowadzane w celu ujednolicenia całego miksu, a zwłaszcza przejść pomiędzy utworami.

## Historia serii płyt
W ramach serii Planeta Super Mix wydano dwanaście albumów, a jej kontynuacją była seria Planeta FM: In the Mix, obejmująca trzy wydawnictwa.
| Numer albumu | Data wydania      |
| ------------ | ----------------- |
| 1            | 17 maja 2004      |
| 2            | 27 września 2004  |
| 3            | 17 stycznia 2005  |
| 4            | 18 kwietnia 2005  |
| 5            | 29 sierpnia 2005  |
| 6            | 28 listopada 2005 |
| 7            | 3 kwietnia 2006   |
| 8            | 26 czerwca 2006   |
| 9            | 28 września 2006  |
| 10           | 22 stycznia 2007  |
| 11           | 16 maja 2007      |
| 12           | 2007              |

| Numer albumu | Data wydania           |
| ------------ | ---------------------- |
| 1            | czerwiec 2008          |
| 2            | listopad/grudzień 2008 |
| 3            | maj 2009               |

## Planeta Super Mix 13
Trzynasta część serii, zapowiadana przez Radio Planeta pod koniec 2007 roku, ostatecznie nie została wydana. Według dostępnych informacji, ostatnią oficjalną wzmianką o serii przez wydawnictwo Magic Records było wydanie albumu Planeta Super Mix 10. Kolejne dwie części nie pojawiły się w oficjalnym katalogu wytwórni.

## Planeta FM: In the Mix
Po zakończeniu serii Planeta Super Mix kontynuacją była seria Planeta FM: In the Mix.
Planeta FM: In the Mix 1
W czerwcu 2008 roku wydano pierwszy album serii Planeta FM: In the Mix. Kompilacja stanowiła kontynuację poprzedniej serii, zachowując zbliżoną strukturę – około 50 utworów zmiksowanych w formie ciągłej. Czas trwania miksu wynosił 54 minuty. Ze względu na podobieństwa w budowie i sposobie miksowania, część słuchaczy nieoficjalnie traktowała album jako Planeta Super Mix 13.
Wprowadzono jednak pewne zmiany – zapowiedzi dźwiękowe zawierające frazę „Planeta Super Mix” zastąpiono nowym identyfikatorem „Planeta FM: In the Mix”.
Planeta FM: In the Mix 2
Drugi album serii ukazał się na przełomie listopada i grudnia 2008 roku. Wyróżniał się bardziej rytmicznym charakterem w porównaniu do poprzedniego wydania.
Planeta FM: In the Mix 3
Trzecia i ostatnia część serii została wydana w maju 2009 roku. Dominującym stylem muzycznym na tym albumie było electro, popularne w tym okresie. Zrezygnowano z prezentowania utworów z gatunków techno oraz hands up, które w poprzednich wydaniach stopniowo ograniczano.

## Wykonawcy obecni w serii
W składankach z serii Planeta Super Mix oraz Planeta FM: In the Mix pojawiły się utwory wielu wykonawców muzyki tanecznej, w tym:
- Gigi D’Agostino – utwory „Gigi's Good Night” oraz „Silence” pojawiły się w drugiej części serii.
- Kate Ryan
- Pulsedriver – jeden z najczęściej obecnych wykonawców w serii; jego utwór był drugim utworem na pierwszym albumie Planeta Super Mix 1.
- Kalwi & Remi
- Holly Dolly
- Bob Sinclar
- Beatfreakz
- Cascada
- September
- Infernal
- ATB – obecny na sześciu pierwszych albumach oraz w części jedenastej.
- Mandaryna – jej utwory znalazły się na dwóch albumach serii.
- Benassi Bros.
- Alex Gaudino
- Tiësto
- Milk Inc.
- Scooter
- Vinylshakerz
- Westbam
- C-Bool
- Megara vs DJ Lee[6]
- Activ
- DJ BoBo
- Groove Coverage – utwór „7 Years and 50 Days” otwierał album Planeta Super Mix 1. Utwory zespołu pojawiały się w serii do części jedenastej włącznie.
- O-Zone – zespół pojawił się na jednym albumie, dwukrotnie z utworem „Despre Tine” w Planeta Super Mix 2.
- In-Grid
- Ron van den Beuken
- Sylver
- Global Deejays
- Crazy Frog – pomimo dużej popularności pojawił się tylko raz, na albumie Planeta Super Mix 5, z utworem „Popcorn”.